# Международный инженерно-технологический университет
Международный инженерно-технологический университет (МИТУ, каз. Халықаралық инженерлік-технологиялық университеті) —  высшее учебное заведение в городе Алматы, Казахстан. Основан в 2001 году под названием Казахстанский инженерно-технологический университет (КазИТУ), в ноябре 2022 года переименован в МИТУ. Входит в национальный рейтинг лучших вузов Казахстана.
В МИТУ ведётся подготовка по образовательным программам бакалавриата, магистратуры и докторантуры технических, технологических, аграрных специальностей, а также экономических специальностей.
В университете обучается более 4000 студентов.
Учебные и административные корпусы и дома студентов расположены в Академгородке. До конца 2023 года планируется открытие нового учебного корпуса и нового общежития.
При университете действует Колледж, где ведётся обучение по различным технологическим, экономическим и другим специальностям.

## Структура университета
Ректор — Сарсенбекова Гульнар Алибековна, кандидат философских наук.
Первый проректор - Проректор по академическим вопросам и производственной практике — Акпанбетов Дархан Берикович, кандидат технических наук, член-корреспондент Национальной Академии Горных Наук Республики Казахстан.
На 2024-2025 учебный год университет осуществляет обучение по 3 программам докторантуры,  13 программам магистратуры и 19 образовательным программам бакалавриата.

### Факультеты[7]
В структуру университета входят следующие факультеты:
- Технологический факультет
- Экономический факультет
- Технический факультет[7]

### Преподавательский состав[8]
В МИТУ работают 145 преподавателей, значительная часть которых имеет высокую академическую квалификацию:
- Доктор PhD — 19 человек
- Доктор наук — 18 человек
- Кандидат наук — 39 человек[8]